# PS/2

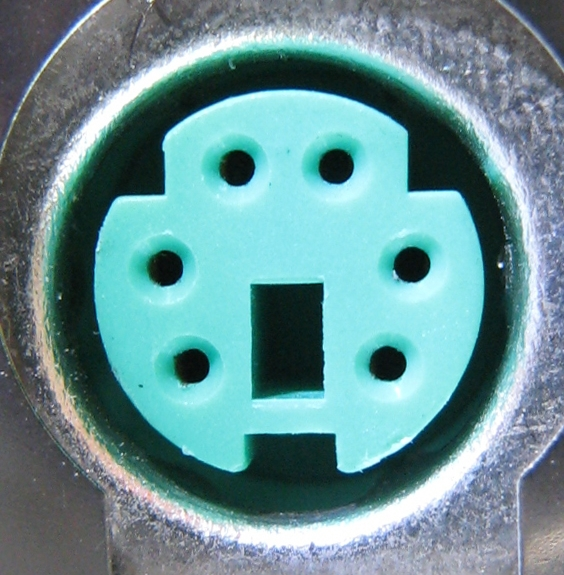
Mufă de conector PS/2

PS/2 - Personal System/2 - reprezintă numele generației de calculatoare personale IBM din 1987, calculatoare ce prezentau acest tip de conectori.